# Ron Berry (Schriftsteller)
Ronald Anthony Berry (* 23. Februar 1920 in Blaenycwm (Glamorganshire); † 16. Juli 1997 in Pontypridd) war ein walisischer Schriftsteller.

## Leben
Nach dem Besuch von Grund- und Berufsschule arbeitete Ronald Berry ab dem 14. Lebensjahr als Bergarbeiter. Mit Beginn des Zweiten Weltkriegs diente er in der Armee und in der Handelsmarine. Später arbeitete er in England als Fabrikarbeiter und auf dem Bau. Darüber hinaus war er als Zimmermann und Manager von Badeanstalten beschäftigt. Von 1954 bis 1955 studierte er an der Erwachsenenbildungseinrichtung Coleg Harlech in Harlech (Merionethshire). Er war danach als freischaffender Schriftsteller tätig.
Ron Berry verfasste Romane, Kurzgeschichten, Fernsehstücke und Hörspiele.

## Werke (Auswahl)
- Hunters and Hunted, Roman, 1960
- Travelling Loaded, Roman, 1963
- The Full-Time Amateur, Roman, 1966
- Flame and Slag, Roman, 1968
- So Long, Hector Bebb, Roman, 1970